# Caia e São Pedro
A Freguesia de Caia e São Pedro foi uma freguesia portuguesa do Município de Elvas, com 94,17 km² de área e 4 106 habitantes (2011), e, por isso, uma densidade populacional de 43,6 hab/km². Resultou esta freguesia da junção das extintas freguesias de São Pedro e do Caia.
A Freguesia de Caia e São Pedro foi extinta em 2013, no âmbito de uma reforma administrativa nacional, tendo sido agregada à freguesia de Alcáçova, para formar uma nova freguesia denominada Caia, São Pedro e Alcáçova, territorialmente contínua.

## População
| População da freguesia de Caia e São Pedro | População da freguesia de Caia e São Pedro | População da freguesia de Caia e São Pedro | População da freguesia de Caia e São Pedro | População da freguesia de Caia e São Pedro | População da freguesia de Caia e São Pedro | População da freguesia de Caia e São Pedro | População da freguesia de Caia e São Pedro | População da freguesia de Caia e São Pedro | População da freguesia de Caia e São Pedro | População da freguesia de Caia e São Pedro | População da freguesia de Caia e São Pedro | População da freguesia de Caia e São Pedro | População da freguesia de Caia e São Pedro | População da freguesia de Caia e São Pedro |
| ------------------------------------------ | ------------------------------------------ | ------------------------------------------ | ------------------------------------------ | ------------------------------------------ | ------------------------------------------ | ------------------------------------------ | ------------------------------------------ | ------------------------------------------ | ------------------------------------------ | ------------------------------------------ | ------------------------------------------ | ------------------------------------------ | ------------------------------------------ | ------------------------------------------ |
| 1864                                       | 1878                                       | 1890                                       | 1900                                       | 1911                                       | 1920                                       | 1930                                       | 1940                                       | 1950                                       | 1960                                       | 1970                                       | 1981                                       | 1991                                       | 2001                                       | 2011                                       |
| 2 338                                      | 3 226                                      | 4 482                                      | 4 507                                      | 2 539                                      | 2 770                                      | 2 982                                      | 3 653                                      | 3 994                                      | 4 024                                      | 3 768                                      | 4 796                                      | 4 339                                      | 3 779                                      | 4 106                                      |

Nos censos de 1864 e 1878 figuram como freguesias autónomas. Nos censos de 1890 e 1900 denominam-se S. Pedro, S. Vicente, Aventosa e Caia. (Fonte: INE)

## História
Foi extinta em 2013, no âmbito de uma reforma administrativa nacional, tendo sido agregada à freguesia de Alcáçova, para formar uma nova freguesia denominada Caia, São Pedro e Alcáçova.

Antigas freguesias que deram origem à Freguesia de Caia, São Pedro e Alcáçova (Elvas).

## Património
- Igreja de São Pedro (Caia e São Pedro)
- Igreja da Ordem Terceira de São Francisco

## Personalidades destacadas
- Sofia Pomba Guerra (1906 - 1976) - Farmacêutica e opositora ao Estado Novo